# Argiolaus nega
Argiolaus nega är en fjärilsart som beskrevs av Herrich-Schäffer 1853. Argiolaus nega ingår i släktet Argiolaus och familjen juvelvingar. Inga underarter finns listade i Catalogue of Life.